# Abdoulaye Kanté
Abdoulaye Kanté, né le 9 juillet 2005 à Attécoubé, est un footballeur ivoirien qui évolue au poste de milieu défensif au Middlesbrough FC.

## Biographie

### Débuts et formation
Abdoulaye Kanté, né le 9 juillet 2005 à Attécoubé, en Côte d'Ivoire, pays où il grandit avant d'arriver France en 2021. Son premier club français est le FC Montfermeil et après une saison, il rejoint en 2022 l'ESTAC Troyes ou il évolue dans un premier temps avec les U19 du club aubois, puis avec l'équipe réserve en National 3, où il dispute quatre matchs. 

### ESTAC Troyes
Le 12 juillet 2023, Abdoulaye Kanté signe son premier contrat professionnel à l'ESTAC Troyes, il paraphe un contrat allant jusqu'en 2026.
Le 2 septembre suivant, Kanté effectue son premier match et marque son premier but avec ESTAC Troyes contre QRM lors d'un match nul deux buts partout.

### Middlesbrough FC
Le 29 juillet 2025, Abdoulaye Kanté est transféré pour la somme de trois millions d'euros au Middlesbrough FC, il paraphe un contrat de cinq saisons, soit jusqu'en 2030.
Il fait ses débuts pour le Middlesbrough FC, le 9 août 2025, remplaçant Delano Burgzorg (en), lors de la 1ère journée d'EFL Championship contre Swansea City (victoire 1-0).